# Bathernay
Bathernay est une commune française située dans le département de la Drôme, en région Auvergne-Rhône-Alpes.
Ses habitants sont dénommés les Bathernois et les Bathernoises.

## Géographie

### Localisation
Bathernay est située à 20 km de Romans-sur-Isère et à 30 km de Valence.

### Hydrographie
La commune est arrosée par un cours affluent de l'Herbasse, le Valet.

### Climat
Pour des articles plus généraux, voir Climat d'Auvergne-Rhône-Alpes et Climat de la Drôme.
En 2010, le climat de la commune est de type climat méditerranéen altéré, selon une étude du CNRS s'appuyant sur une série de données couvrant la période 1971-2000. En 2020, Météo-France publie une typologie des climats de la France métropolitaine dans laquelle la commune est dans une zone de transition entre le climat de montagne et le climat méditerranéen et est dans la région climatique  Moyenne vallée du Rhône, caractérisée par un bon ensoleillement en été (fraction d’insolation > 60 %), une forte amplitude thermique annuelle (4 à 20 °C), un air sec en toutes saisons, orageux en été, des vents forts (mistral), une pluviométrie élevée en automne (250 à 300 mm). 
Pour la période 1971-2000, la température annuelle moyenne est de 11,7 °C, avec une amplitude thermique annuelle de 17,8 °C. Le cumul annuel moyen de précipitations est de 975 mm, avec 8,5 jours de précipitations en janvier et 6,1 jours en juillet. Pour la période 1991-2020, la température moyenne annuelle observée sur la station météorologique de Météo-France la plus proche, « Saint-Christophe-L_sapc », sur la commune de Saint-Christophe-et-le-Laris à 7 km à vol d'oiseau, est de 11,9 °C et le cumul annuel moyen de précipitations est de 1 004,4 mm,. Pour l'avenir, les paramètres climatiques de la commune estimés pour 2050 selon différents scénarios d'émission de gaz à effet de serre sont consultables sur un site dédié publié par Météo-France en novembre 2022.

## Urbanisme

### Typologie
Au 1er janvier 2024, Bathernay est catégorisée commune rurale à habitat dispersé, selon la nouvelle grille communale de densité à 7 niveaux définie par l'Insee en 2022.
Elle est située hors unité urbaine. Par ailleurs la commune fait partie de l'aire d'attraction de Romans-sur-Isère, dont elle est une commune de la couronne,. Cette aire, qui regroupe 30 communes, est catégorisée dans les aires de 50 000 à moins de 200 000 habitants,.

### Occupation des sols
L'occupation des sols de la commune, telle qu'elle ressort de la base de données européenne d’occupation biophysique des sols Corine Land Cover (CLC), est marquée par l'importance des territoires agricoles (69,7 % en 2018), une proportion sensiblement équivalente à celle de 1990 (69,4 %). La répartition détaillée en 2018 est la suivante : 
prairies (34,3 %), forêts (30,3 %), zones agricoles hétérogènes (20,2 %), terres arables (15,3 %). L'évolution de l’occupation des sols de la commune et de ses infrastructures peut être observée sur les différentes représentations cartographiques du territoire : la carte de Cassini (XVIIIe siècle), la carte d'état-major (1820-1866) et les cartes ou photos aériennes de l'IGN pour la période actuelle (1950 à aujourd'hui).

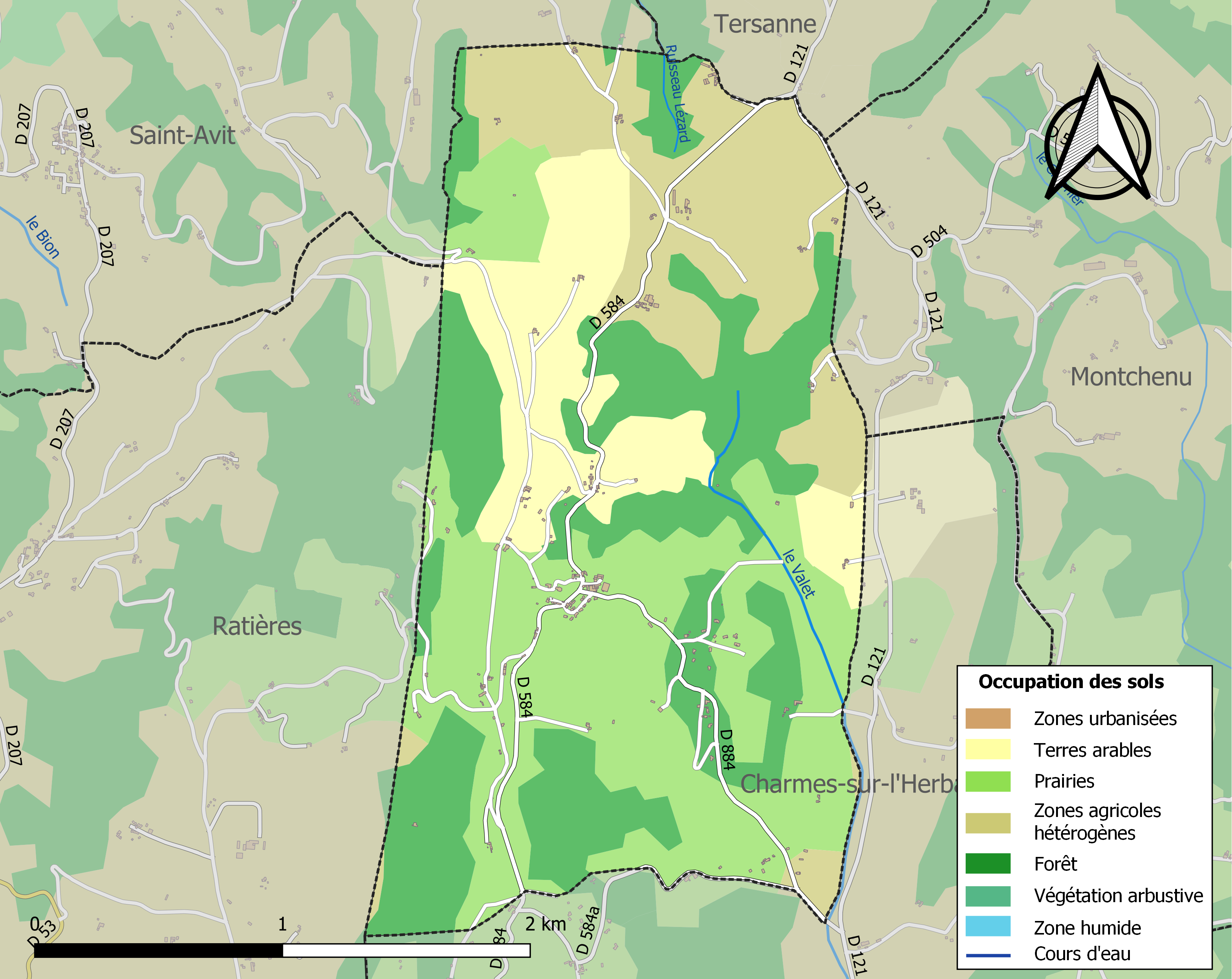
Carte des infrastructures et de l'occupation des sols de la commune en 2018 (CLC).

### Morphologie urbaine
Village perché.

## Toponymie

### Attestations
Dictionnaire topographique du département de la Drôme :
- 942 : villa de Basternaco (cartulaire de Romans, 131).
- 1050 : mention de l'église Saint-Étienne : ecclesia Sancti Stephani de Baternaïco (cartulaire de Romans, 2).
- 1095 : Basternay (cartulaire de Romans, 7).
- 1386 : Batarnay (choix de docum., 205).
- 1393 : Basternas (choix de docum., 226).
- XIVe siècle : Bastarnay (pouillé de Vienne).
- XIVe siècle : mention du prieuré : prioratus de Baternay (pouillé de Vienne).
- 1459 : Batherna (terrier de Vernaison).
- 1521 : mention du prieuré : prioratus et ecclesia de Baternay (pouillé de Vienne).
- 1568 : Balternay (Bull. archéol., XIX, 215).
- 1788 : Baternay / Bartenai (Alman. du Dauphiné).
- 1891 : Bathernay, commune du canton de Saint-Donat.

### Étymologie
Le toponyme serait formé sur la base d'un anthroponyme Basterna avec le suffixe de lieu -acum. Il nous informerait de l'existence d'un domaine gallo-romain.

## Histoire

### Du Moyen Âge à la Révolution
XIIIe siècle : possession de la baronnie de Clérieux.
Sur le plan féodal, la terre est un arrière-fief de la baronnie de Clérieux :
- 1255 : possession des Bathernay. Ils en feront hommage à l'église de Vienne.
- L'église de Vienne.
- Fin du XVIe siècle : elle passe aux (d')Ailly.
- 1602 : vendue aux Coste.
- 1652 : les Coste obtiennent l'incorporation de la seigneurie de Bathernay au comté de Charmes.

Imbert de Batarnay (ca. 1438 à 1523) (seigneur du Bouchage) fut chambellan et conseiller du roi Louis XI. Il conservera les mêmes fonctions sous les règnes de Charles VIII, Louis XII et François Ier[réf. nécessaire].
Avant 1790, Bathernay était une communauté de l'élection et subdélégation de Romans, et du bailliage de Saint-Marcellin.

Elle formait une paroisse du diocèse de Vienne. Son église, dédiée à saint Étienne, était celle d'un prieuré de la dépendance de l'abbaye de Romans à qui les dîmes appartenaient depuis le Xe siècle :

## Politique et administration

### Liste des maires
| Période                                  | Période  | Identité                | Étiquette | Qualité      |
| ---------------------------------------- | -------- | ----------------------- | --------- | ------------ |
| Les données manquantes sont à compléter. |          |                         |           |              |
| 1789                                     | 1792     | Jean Genevier-Balmet    |           |              |
| 1792                                     | 1797     | François Tivolle-Morand |           |              |
| 1797                                     | 1816     | Jean Nivon              |           |              |
| 1816                                     | 1825     | Jean Gay                |           |              |
| 1825                                     | 1839     | Jean-Pierre Nivon       |           |              |
| 1839                                     | 1843     | Jean-Romain Rebettet    |           |              |
| 1843                                     | 1848     | Jean-Joseph Deroux      |           |              |
| 1848                                     | 1891     | Jean Charrin            |           |              |
| 1891                                     | 1925     | Jean-Joseph Deroux      |           |              |
| 1925                                     | 1934     | Jean-P-Valérie Chuilon  |           |              |
| 1934                                     | 1945     | Marie-Alphonse Deroux   |           |              |
| 1945                                     | 1945     | François-J-Jph Chaléon  |           |              |
| 1945                                     | 1959     | Alfred-François Vivier  |           |              |
| 1959                                     | 1971     | Louis-Victor Betton     |           |              |
| 1971                                     | 1973     | Adrien Pernot           |           |              |
| 1973                                     | 1975     | Maurice Pralon          |           |              |
| 1975                                     | 1995     | Aimé Chaléon            |           |              |
| 1995                                     | 2000     | Danielle Chaléon-Robin  |           |              |
| 2000                                     | 2014     | Denis Deroux            |           |              |
| 2014                                     | 2020     | Françoise Ducros        |           | agricultrice |
| 2020                                     | En cours | Denis Deroux            |           |              |

## Population et société

### Démographie
L'évolution du nombre d'habitants est connue à travers les recensements de la population effectués dans la commune depuis 1793. Pour les communes de moins de 10 000 habitants, une enquête de recensement portant sur toute la population est réalisée tous les cinq ans, les populations de référence des années intermédiaires étant quant à elles estimées par interpolation ou extrapolation. Pour la commune, le premier recensement exhaustif entrant dans le cadre du nouveau dispositif a été réalisé en 2005.

En 2022, la commune comptait 223 habitants, en évolution de −10,44 % par rapport à 2016 (Drôme : +2,64 %, France hors Mayotte : +2,11 %).
| 1793 | 1800 | 1806 | 1821 | 1831 | 1836 | 1841 | 1846 | 1851 |
| ---- | ---- | ---- | ---- | ---- | ---- | ---- | ---- | ---- |
| 160  | 160  | 190  | 138  | 244  | 228  | 270  | 311  | 318  |

| 1856 | 1861 | 1866 | 1872 | 1876 | 1881 | 1886 | 1891 | 1896 |
| ---- | ---- | ---- | ---- | ---- | ---- | ---- | ---- | ---- |
| 308  | 293  | 285  | 292  | 273  | 283  | 289  | 295  | 269  |

| 1901 | 1906 | 1911 | 1921 | 1926 | 1931 | 1936 | 1946 | 1954 |
| ---- | ---- | ---- | ---- | ---- | ---- | ---- | ---- | ---- |
| 239  | 227  | 207  | 188  | 196  | 194  | 187  | 177  | 150  |

| 1962 | 1968 | 1975 | 1982 | 1990 | 1999 | 2005 | 2006 | 2010 |
| ---- | ---- | ---- | ---- | ---- | ---- | ---- | ---- | ---- |
| 143  | 165  | 154  | 154  | 191  | 205  | 235  | 232  | 251  |

| 2015 | 2020 | 2022 | - | - | - | - | - | - |
| ---- | ---- | ---- | - | - | - | - | - | - |
| 247  | 227  | 223  | - | - | - | - | - | - |

### Enseignement
La commune est rattachée à l'académie de Grenoble.

### Manifestations culturelles et festivités
- Fête : 3 août, ou dimanche suivant[12].

### Médias
La population de la commune se situe dans l'aire de diffusion de plusieurs médias :
- Presse écrite
  - Le Dauphiné libéré, quotidien régional qui consacre, chaque jour, y compris le dimanche, dans son édition de « Valence - Drôme » un ou plusieurs articles à l'actualité du canton et de la commune, ainsi que des informations sur les éventuelles manifestations locales, les travaux routiers, et autres événements divers à caractère local.
  - L'Agriculture Drômoise, journal d'informations agricoles et rurales, couvre l'ensemble du département de la Drôme.
  - Drôme Hebdo (ancien Peuple Libre), hebdomadaire chrétien d'informations.
- Presse audio-visuelle
  - Ici Drôme Ardèche est une radio publique diffusée sur son territoire.

### Cultes
La communauté catholique et l'église paroissiale (propriété de la commune) sont rattachées à la paroisse Notre Dame des Collines de l’Herbasse, elle-même relevant du diocèse de Valence.

## Économie
En 1992 : céréales, asperges, bovins, caprins.
- Foire : 24 avril[12].

### Tourisme
- Gîtes ruraux[12].

## Culture locale et patrimoine

### Lieux et monuments
- Ruines du château[12].
- Restes de l'enceinte du village[réf. nécessaire].
- Presbytère, restes de l'ancien château médiéval près de l'église. Bâtiment remanié ultérieurement[réf. nécessaire].
- Église Saint-Étienne, datant des IXe et XIe siècles[réf. nécessaire] ou XIIe siècle : clocher massif carré, chœur du IXe siècle. Classée (MH)[12].
- Habitats troglodytiques[12].

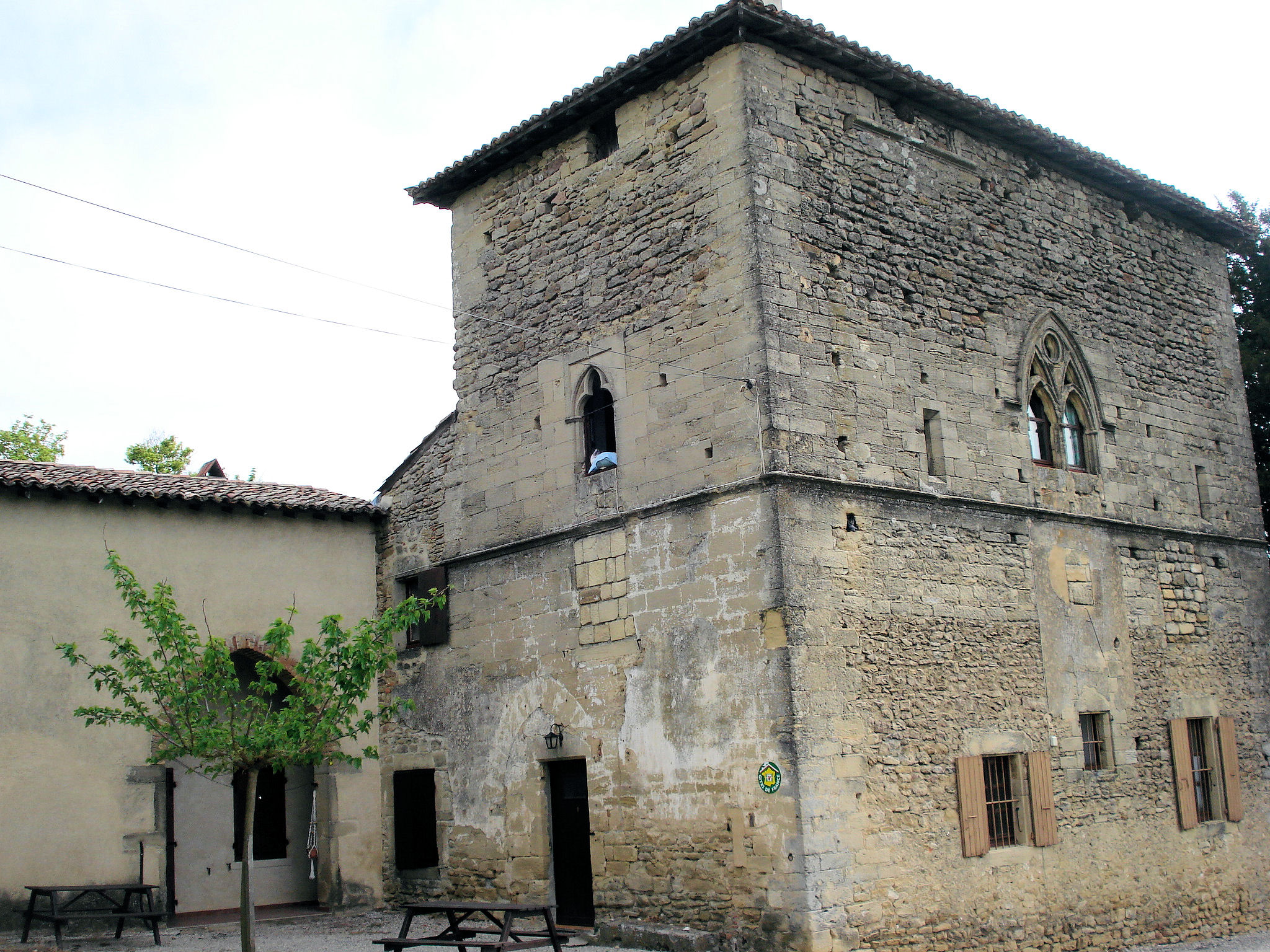
Presbytère.
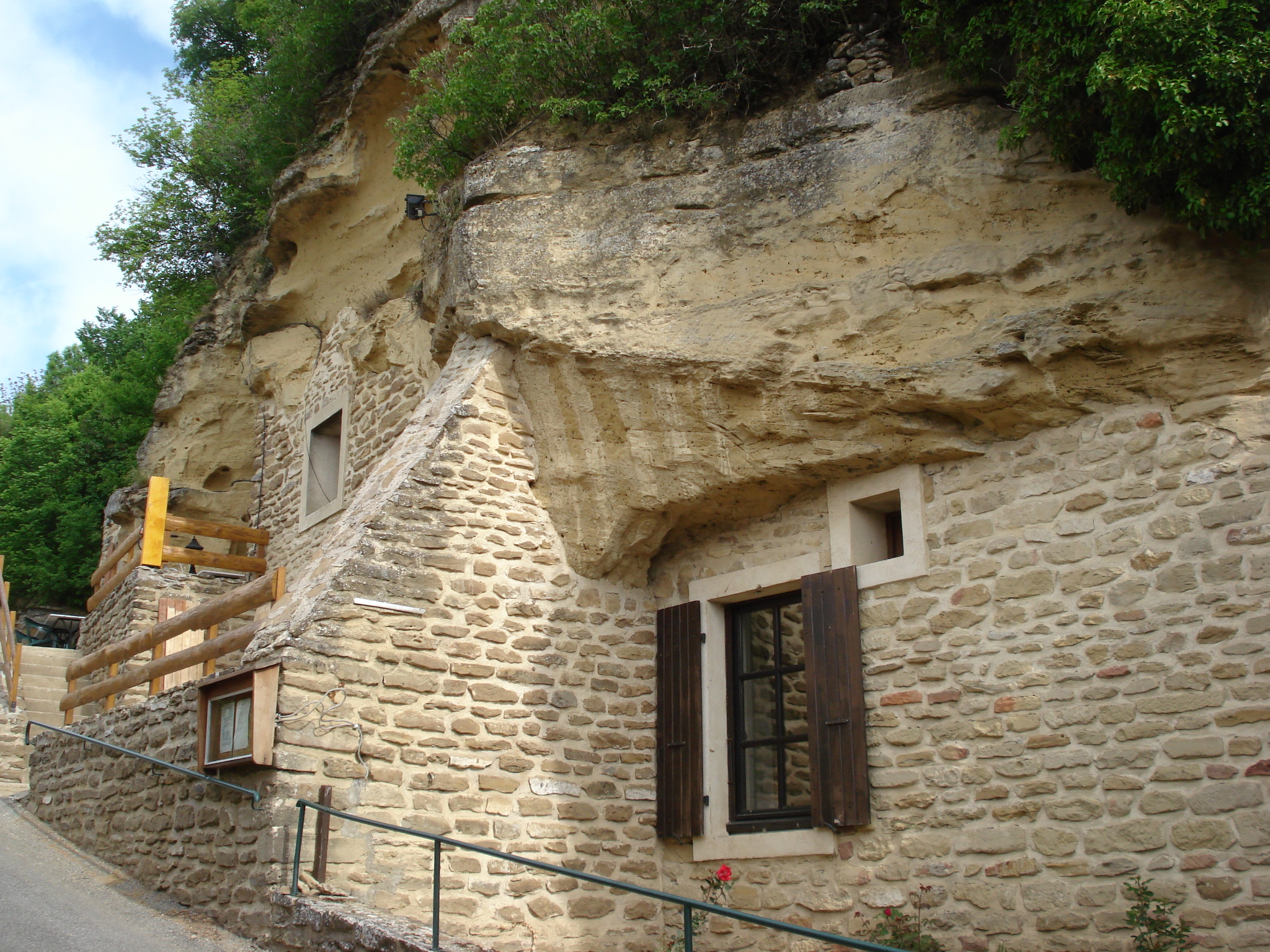
Maison troglodyte.

### Patrimoine naturel
- Panorama sur le Vercors, les Alpes et le Pilat du Mont Froid (460 m).
- Table d'orientation de Mont Froid[12].

### Héraldique, logotype et devise
| Blason de Bathernay | Blason  | Écartelé d'or et d'azur.                                                                           |
| Blason de Bathernay | Détails | Armes de la famille de Bathernay (olim Batarnay). Le statut officiel du blason reste à déterminer. |